# Trzonecznica rdzawa

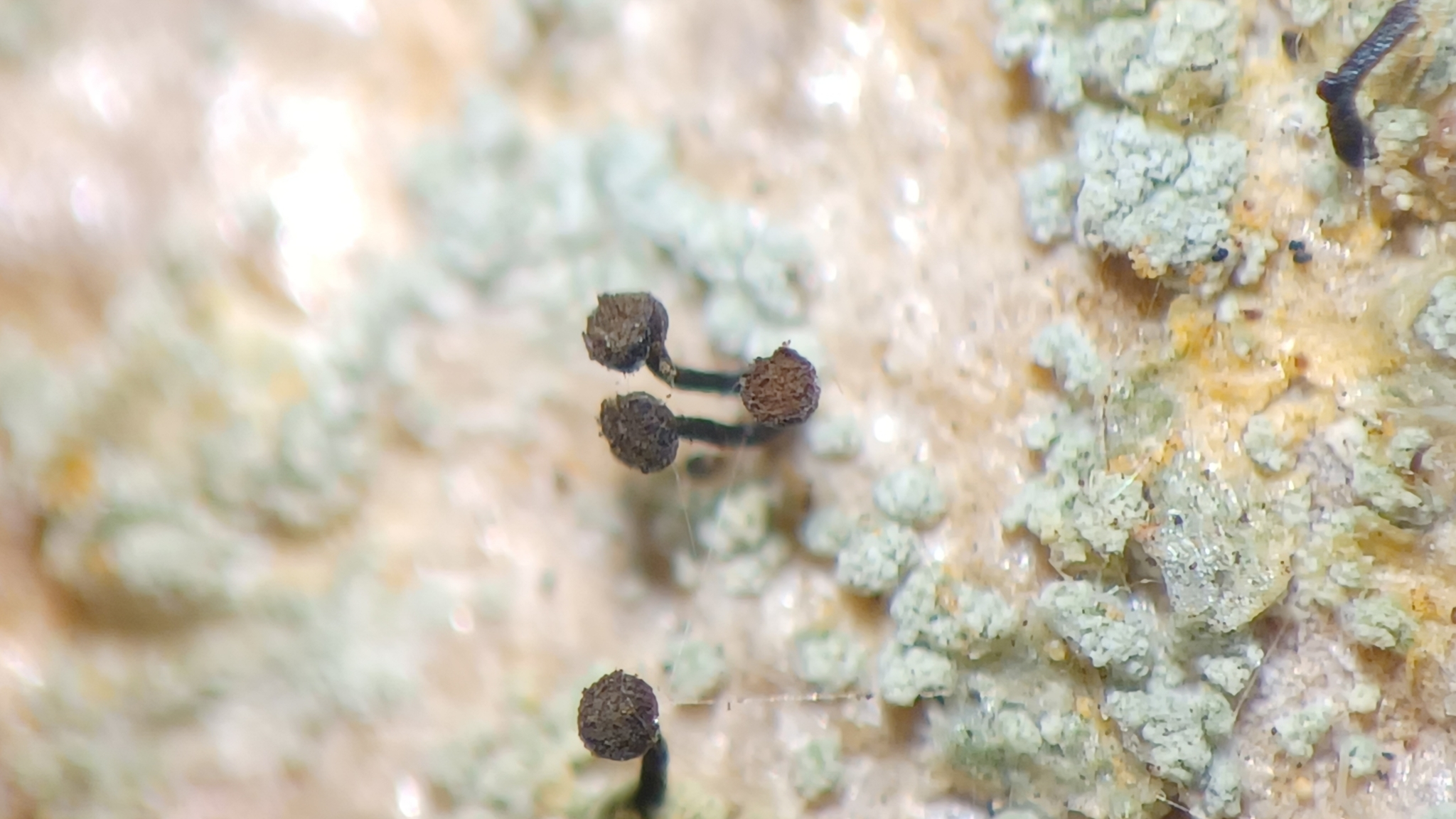

Askospory

Trzonecznica rdzawa, trzonecznica czarnoowockowa (Chaenotheca ferruginea (Turner ex Sm.) Mig.) – gatunek grzybów z klasy Coniocybomycetes. Ze względu na symbiozę z glonami zaliczany jest do porostów.

## Systematyka i nazewnictwo
Pozycja w klasyfikacji według Index Fungorum:Chaenotheca, Coniocybales, Incertae sedis, Coniocybomycetes, Pezizomycotina, Ascomycota, Fungi.
Po raz pierwszy takson ten opisali w 1813 r. Dawson Turner i James Edward Smith, nadając mu nazwę Calicium ferrugineum. Później przez różnych uczonych zaliczany był do różnych rodzajów porostów w randze gatunku, odmiany lub formy. Obecną, uznaną przez Index Fungorum nazwę, nadał mu w 1930 r. Emil Friedrich August Walther Migula.
Ma ponad 20 synonimów. Niektóre z nich:
- Chaenotheca melanophaea (Ach.) Zwackh 1862
- Cyphelium ferrugineum (Turner ex Sm.) Ach. 1817
- Cyphelium melanophaeum (Ach.) Körb. 1855
- Phacotium ferrugineum (Turner ex Sm.) Trevis. 1862

Polska nazwa według Wiesława Fałtynowicza.

## Morfologia
Plecha
Skorupiasta, o grubości do 0,8 mm, białożółta lub szara, zwykle z jasnordzawymi lub rdzawymi plamkami. Składa się z pojedynczych lub tworzących skupiska drobnych ziarenek, brodaweczek lub ich mieszaniny. Zawiera glony protokokkoidalne.
Owocniki
Mazaediowe, o wysokości 1–2 mm, zbudowane z główki i trzonu. Główka kulista, stożkowata, soczewkowata lub kieliszkowata, o średnicy 0,2–0,8 mm, ciemnobrązowa, na górnej stronie oprószona. Trzonek o wysokości 1–2 mm, o barwie od ciemnobrunatnej do czarnej. Mazaedium nieco wypukłe, brunatne.
Cechy mikroskopowe
Worki cylindryczne do wąsko maczugowatych, 8-zarodnikowe, 1–2 rzędowe, szybko rozpadające się. Askospory o średnicy 7–8 µm, kuliste, w okresie dojrzewania grubo i nieregularnie spękane.
Reakcje barwne porostów
Plecha K+ silnie czerwona; masa askospor z żółtawym czerwonym pigmentem K+.

## Występowanie i siedlisko
Jest szeroko rozprzestrzeniony na całej półkuli północnej. Jego północna granica zasięgu sięga po północne krańce Półwyspu Skandynawskiego. Podano jego stanowiska także w Ameryce Południowej, Australii i na Nowej Zelandii. W Polsce jest pospolity, w piśmiennictwie naukowym podano liczne jego stanowiska. Na niżu Polski występuje częściej, w górach jest rzadszy.
Porost nadrzewny. Występuje w starych, świetlistych lasach na korze drzew iglastych i liściastych, na drewnie rzadko.